# مرقد داود
مرقد داود (بالفارسية: امامزاده داوود) هو مرقد شيعي تاريخي يعود إلى السلالة الصفوية، ويقع في طهران.

## ألبوم الصور

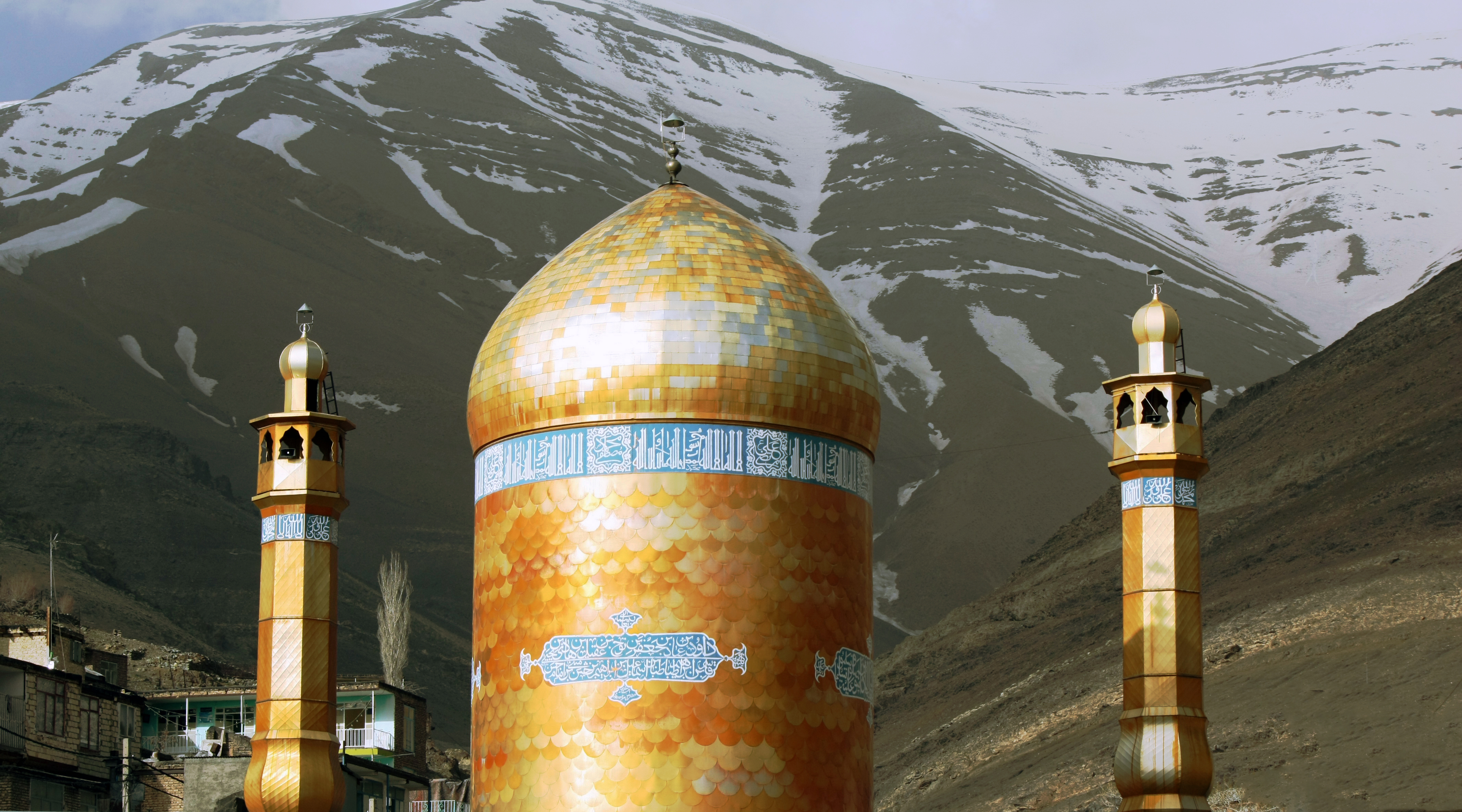
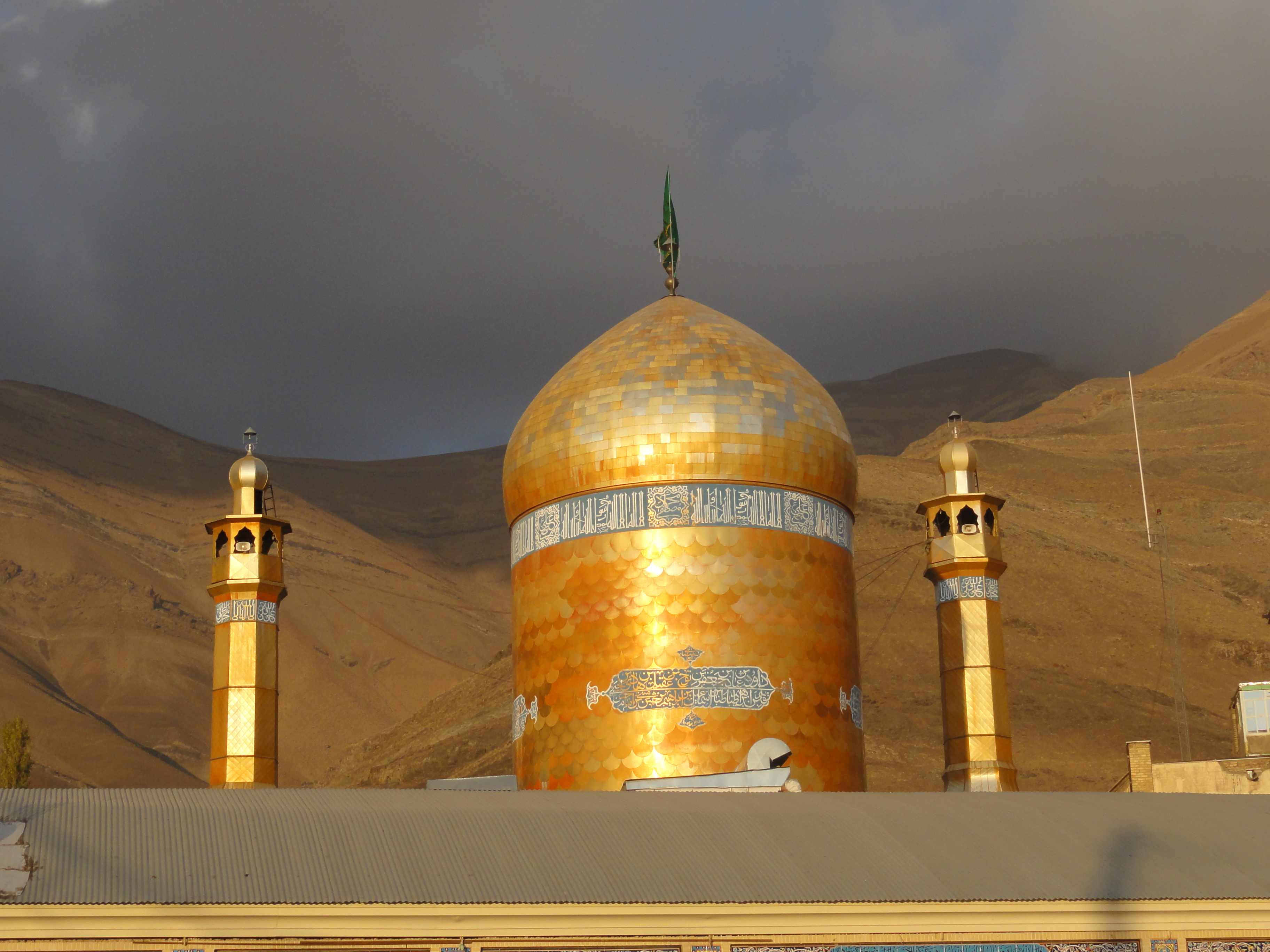
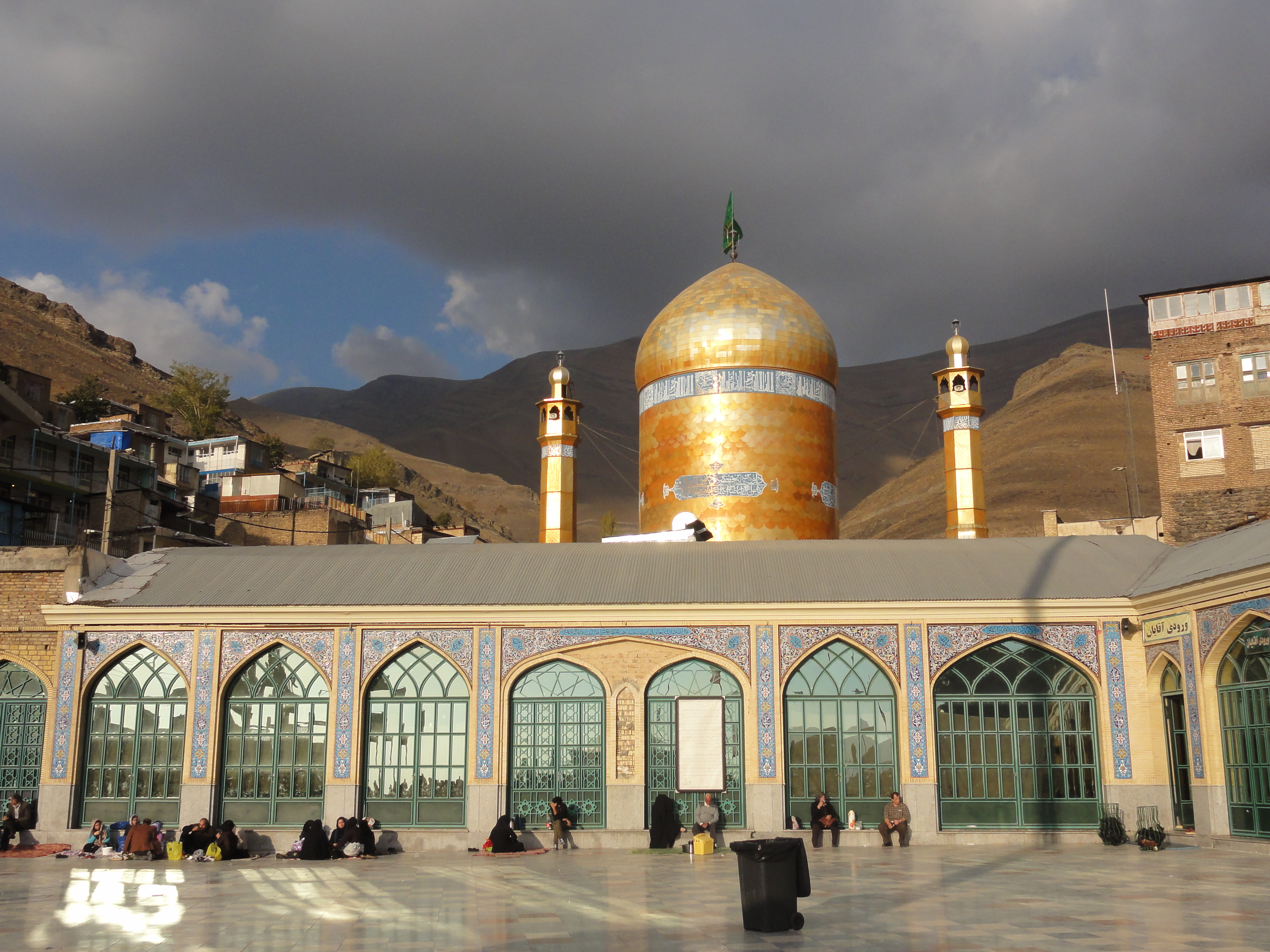
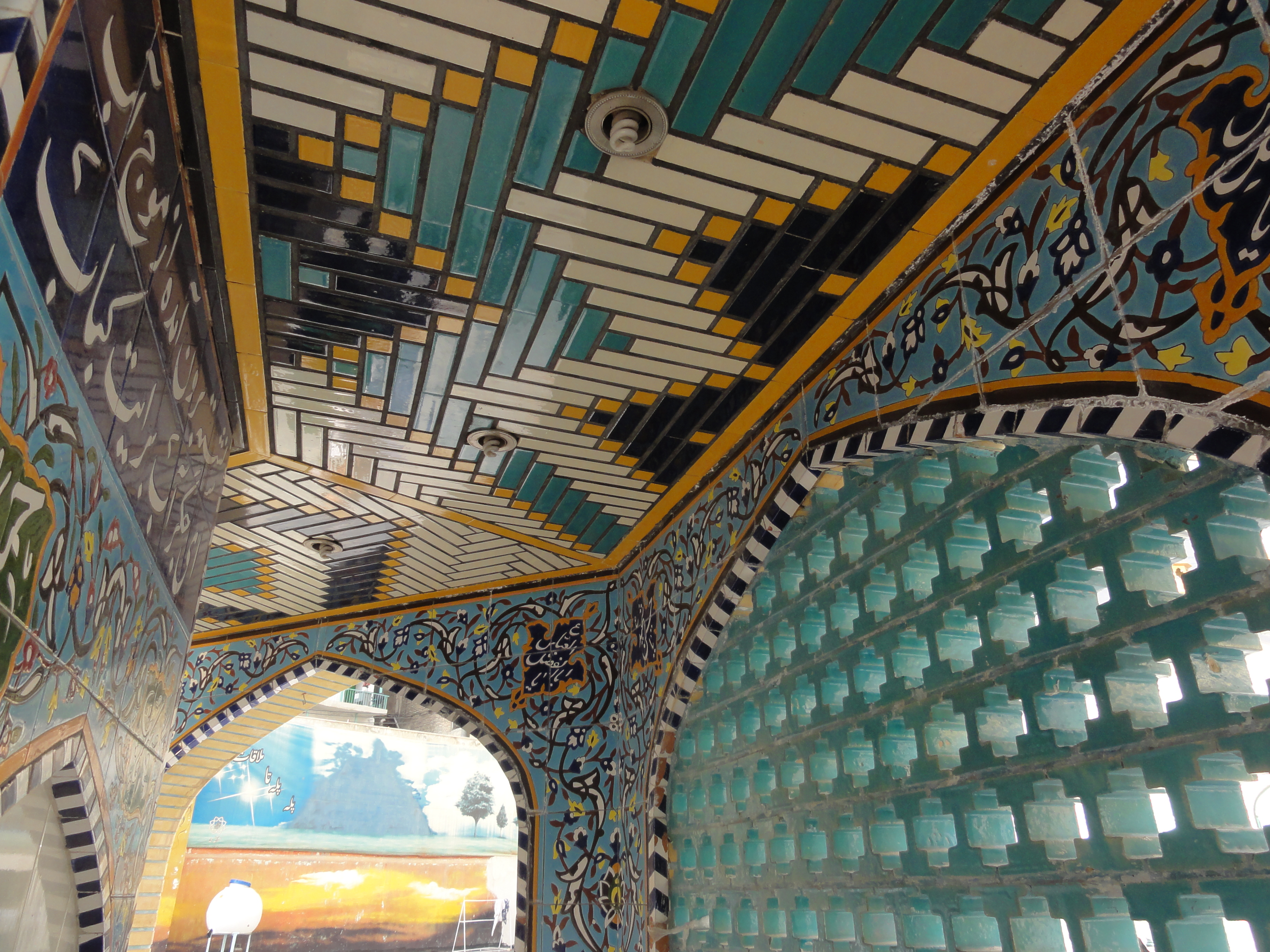
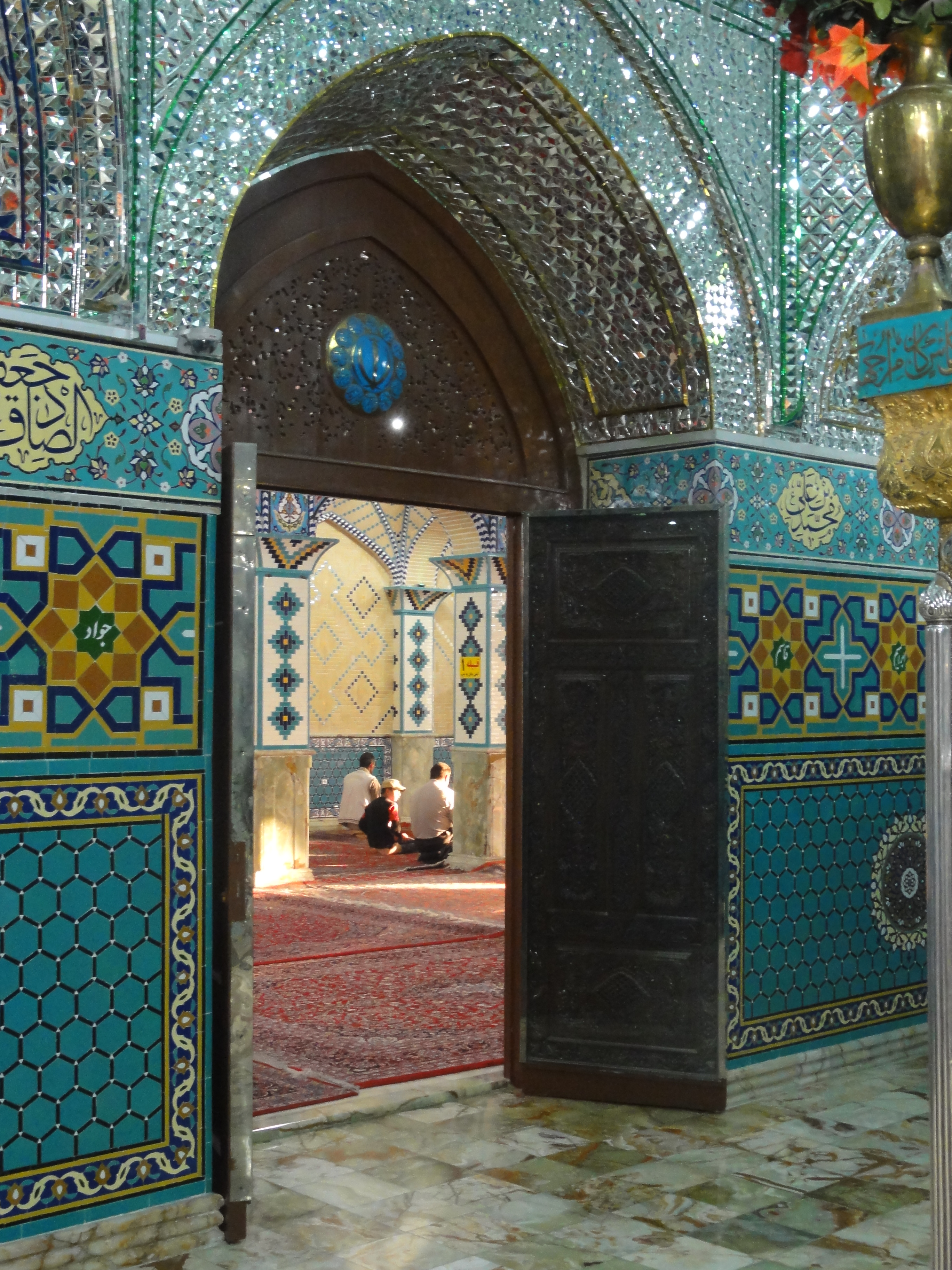
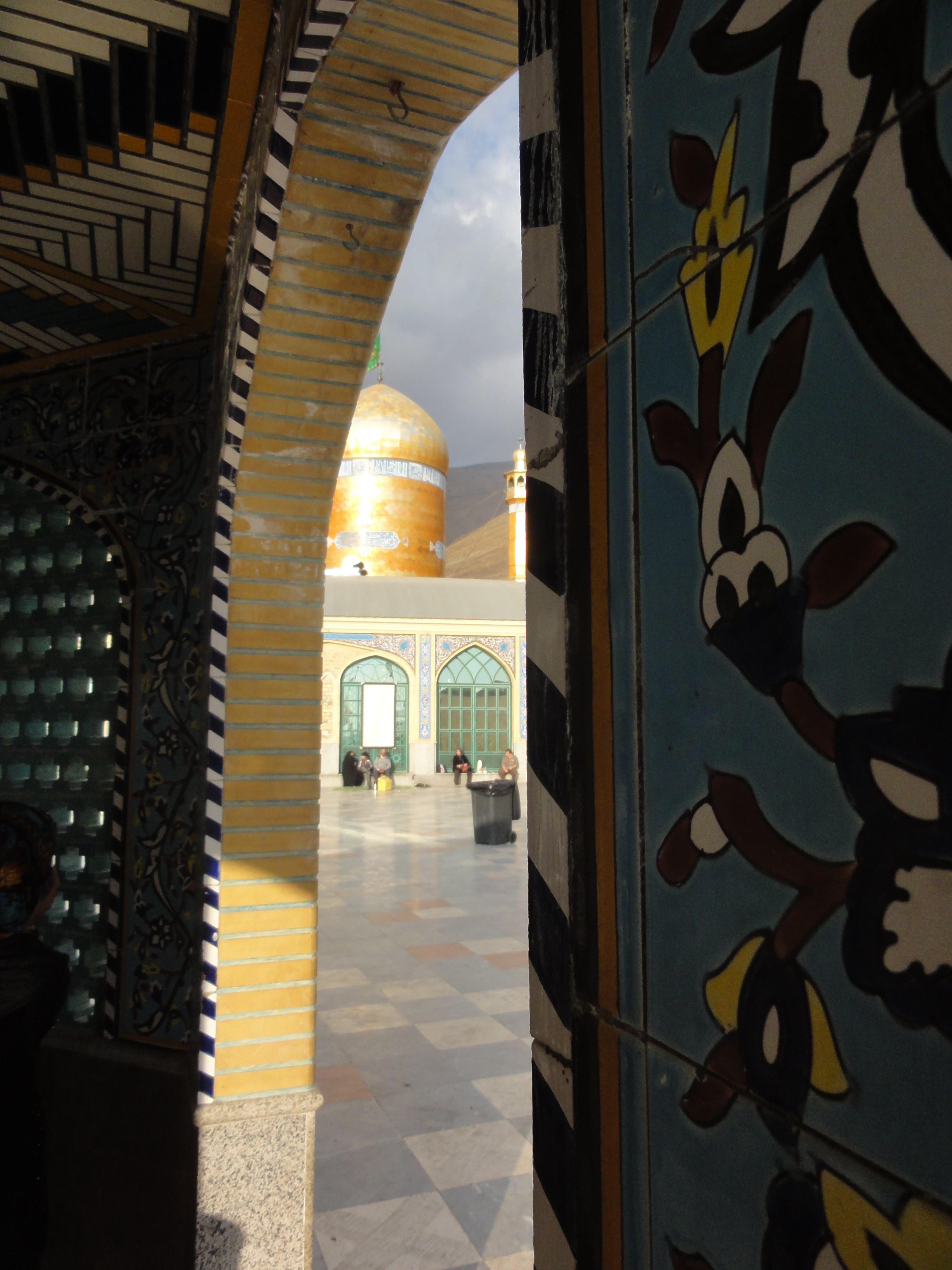
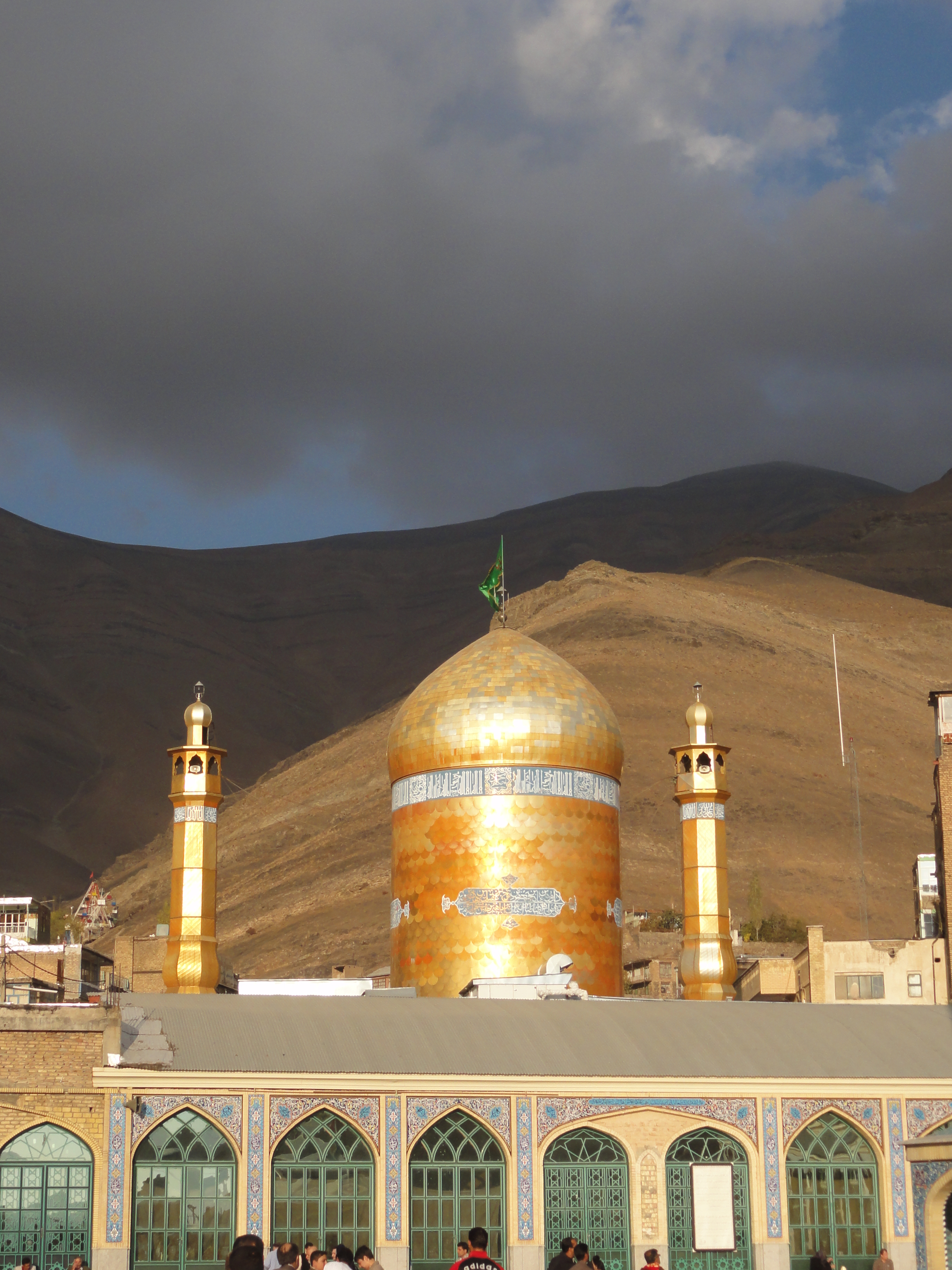
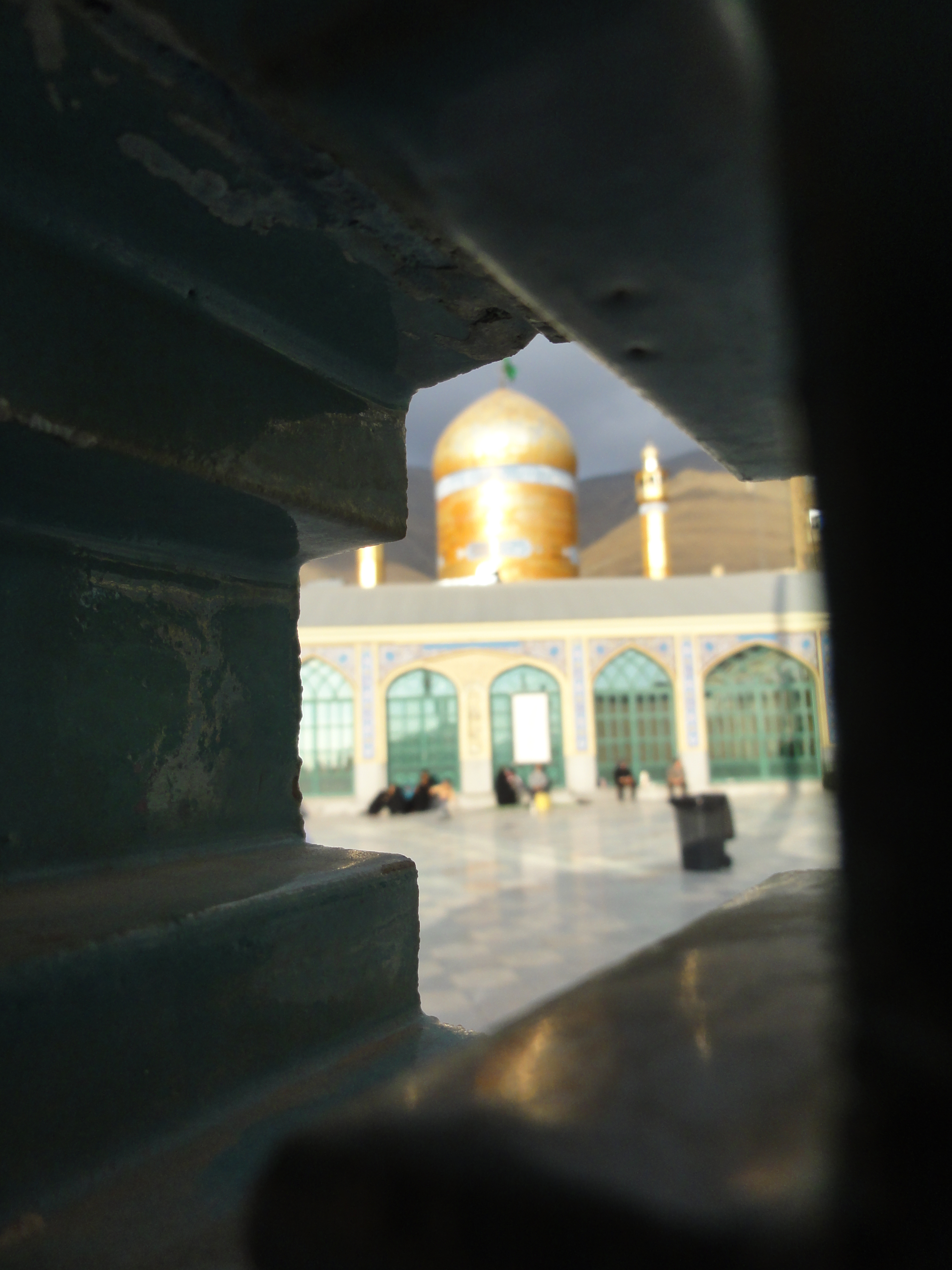